# Mirliva
Mirliva o Mîr-i livâ (turco ottomano: أمير لواء) era un grado militare dell'esercito ottomano. Il grado corrisponde a due gradi del moderno esercito turco: Tümgeneral omologo del generale di divisione dell'Esercito Italiano e al Maggior generale degli eserciti occidentali e Tuğgeneral, omologo del generale di brigata dell'Esercito Italiano e al brigadier generale degli eserciti occidentali.
Il grado era inferiore a Ferik e superiore a Miralay (colonnello) nell'esercito ottomano e nel moderno esercito turco fino al 1934.
Mirliva era il grado più basso tra gli ufficiali generali con il titolo di pascià.
Nell'esercito ottomano e nell'esercito turco prima del 1934 esistevano tre gradi di ufficiali generali, mentre dal 1934 esistono quattro gradi di ufficiali generali, con il grado di Brigadier generale (turco moderno: Tuğgeneral) che è il grado più basso tra gli ufficiali generali dell'attuale esercito turco.
Il titolo di Mirliva è stato abolito con la legge n ° 2590 del 26 novembre 1934 assieme ai titoli ed alle denominazioni di Efendi, Bey e pascià Ağa, Hacı, Hafîz, Molla e altri titoli.

## Etimologia
Mirliva è una parola composta da Mir (comandante) e Liva (o Līwa'ā, brigata in arabo).

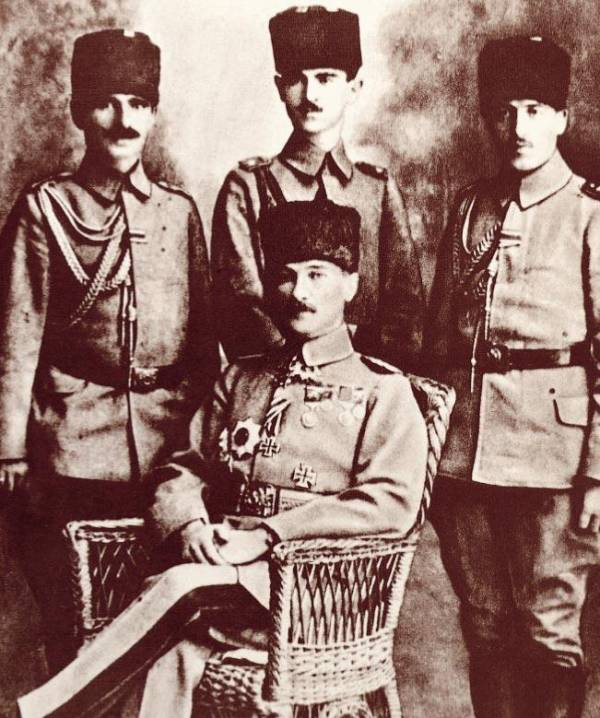
Atatürk (seduto al centro) con il grado di Mirliva nel 1917

## Gradi dell'Esercito ottomano
| Grado   | Ufficiali generali | Ufficiali generali | Ufficiali generali | Ufficiali generali | Ufficiali superiori | Ufficiali superiori | Ufficiali superiori | Ufficiali subalterni | Ufficiali subalterni | Ufficiali subalterni | Ufficiali subalterni |
| ------- | ------------------ | ------------------ | ------------------ | ------------------ | ------------------- | ------------------- | ------------------- | -------------------- | -------------------- | -------------------- | -------------------- |
| Turchia | Müşir              | Ferik-ı Evvel      | Ferik-ı Sani       | Mirliva            | Miralay             | Kaymakam            | Binbaşı             | Kolağası             | Yüzbaşı              | Mülazım-ı Evvel      | Mülazım-ı Sani       |

| Grado   | Sottufficiali e graduati | Sottufficiali e graduati | truppa | truppa |
| ------- | ------------------------ | ------------------------ | ------ | ------ |
| Turchia | Çavuş                    | Onbaşı                   | Azab   | Nefer  |

## Egitto
Nell'esercito egiziano durante la dominazione ottomana e poi durante l'epoca dei chedivè e nel Regno d'Egitto il grado era Līwa'ā (arabo: لواء) che è rimasto nei gradi dell'esercito egiziano anche dopo la rivoluzione egiziana del 1952 che ha abolito la monarchia e trasformato l'Egitto in una repubblica e che corrisponde al maggior generale degli eserciti NATO. Il grado è superiore ad Amīd e inferiore a Farīq.